# Bolligen
Bolligen és un municipi del cantó de Berna (Suïssa), situat a l'antic districte de Berna i a l'actual districte administratiu de Berna-Mittelland.